# 1394
Évszázadok: 13. század – 14. század – 15. század
Évtizedek: 1340-es évek – 1350-es évek – 1360-as évek – 1370-es évek – 1380-as évek – 1390-es évek – 1400-as évek – 1410-es évek – 1420-as évek – 1430-as évek – 1440-es évek
Évek: 1389 – 1390 – 1391 – 1392 –  1393 – 1394 – 1395 – 1396 – 1397 – 1398 – 1399

## Események

### Határozott dátumú események
- szeptember 17. – VI. Károly francia király kitiltja a zsidókat az országból.[1]
- szeptember 28.  – XIII. Benedek ellenpápa megválasztása.[2]

### Határozatlan dátumú események
- nyár vége – A Bajazid szultán vezette török haderő elfoglalja a Duna bal és jobb partján álló Kis- és Nagy-Nikápoly várát, majd betör Havasalföldre és feldúlja a vajda székhelyét, Curtea de Argeșt.[3]
- az év folyamán –
  - Dalmácia fellázad Luxemburgi Zsigmond ellen és a bosnyákok is fellázadnak Dabiša István király vezetésével. Zsigmond seregével délre vonul és leveri a lázadást.[4]
- év vége – Bajazid szultán Havasalföldet elhagyva – befolyását megerősítendő lépésként – Mircea unokaöccsét, Vladot ülteti  a vajdai székbe.[3]

## Születések
- március 4. – Tengerész Henrik portugál herceg, felfedező († 1460)
- március 22. – Ulugbek, timurida uralkodó, történetíró, költő, matematikus, korának kiemelkedő csillagásza († 1449)
- december 10. – I. Jakab skót király († 1437)

## Halálozások
- szeptember 16. – VII. Kelemen ellenpápa (* 1342)[5]